# ゴルフ会員権
ゴルフ会員権（ゴルフかいいんけん）とは、会員制のゴルフ場におけるゴルフ場施設の優先的な利用権。

## 概要
そのゴルフ場の利用権を得る事によりビジター（非会員）に比べ割安でプレー可能となる他、会員優先枠での予約も可能となる権利である。またクラブ競技会等への参加資格も得る事が出来る。
日本のゴルフ会員権は市場で取引されており、株式のように時価で売買される。日本ではバブル景気時に、ゴルフ会員権が投資・投機の対象の一つとなり、相場が急騰したが、バブル崩壊と共に相場が下落し、またゴルフ人口の減少もあり、投資・投機としての魅力は殆ど無くなった。
アベノミクス以降、東京証券取引所の株価（日経平均株価）が高くなった当初の2013年頃には、ゴルフ会員権業者が上昇したと主張することもあったが、2013年後半から低迷して、ゴルフ会員権の価格は上昇しておらず、関東地方の平均価格は、アベノミクス前の価格を下回り、バブル崩壊後の最安値圏になっている。2017年10月の日本経済新聞でも「株高に追随できず」と明確に示されている。
かつてはゴルフ会員権についての特別の法規制はなかったが、ゴルフ会員権の詐欺事件として注目された「茨城カントリークラブ事件」がきっかけでゴルフ場等に係る会員契約の適正化に関する法律が制定され、法規制されている。

## 各国のゴルフ会員権

### 日本
日本のゴルフ場には、会員制（会員が優先的にプレーでき非会員は会員の紹介あるいは会員の同伴が必要なゴルフ場）、会員制と非会員制を併用するセミ・パブリック、非会員制のパブリック（資格や条件が定められておらず一般利用者がプレーできる）がある。
日本のゴルフ会員権は大きく、株主会員制、預託金制、社団法人制に分けられる。
株主会員制
会員の登録にゴルフ場運営会社の株主となることを要件とするもの。ゴルフ場の所有や管理を行う株式会社と会員組織であるクラブの二元的組織で構成され、前者の経営は取締役が行い、後者の運営は理事会が行う。二元的組織の組織間の統一を図るため、会社の代表取締役が理事会の理事長（または取締役が理事）を兼務したり、重要事項を理事会の決定事項として会社が執行したり、会社はクラブの会員総会で決議した予算を執行するといった制度が取り入れられる。
預託金制
ゴルフ場運営会社に一定金額を預託することを要件とするもの。株主会員制のような株式による資金調達は、土地の高騰やゴルフ場の建設費の上昇により次第に困難になり、会員が株主として経営に参画することも経営企業には煩わしい側面があった。そこで会員の会社経営への関与を否定し、一定金額の預託によって資金調達を図る。
社団法人制
社団法人によって運営されるもの。英米のプライベート・クラブの組織と運営を模範とし、ゴルフを通じた親睦団体（任意団体）が法人化したものである。会員の新規入会や会員権の移転は大幅に制限され、会員数を限定することで会員中心の施設利用を保障する。
日本では会員制ゴルフクラブの8割強が預託金ゴルフクラブである。
短期での預託金返還による資金ショート等のリスクを回避するため、ゴルフ会員権には10年程度の預託金の据置期間が設けられる。他方で会員の預託金回収の便宜を図るため、会員権の譲渡が認められるようになった。以後、ゴルフ会員権は市場（ゴルフ会員権市場）が形成され、専門の取引仲介業者もいる。
預託金の場合、退会あるいは入会後の一定期間の据え置き後に要求すれば（規定上は）返金されるが、市場価格の方が高額になっていればそのクラブに「退会などによる返金」を求めるより売却したほうが有利であるから、市場で売却するのが一般的である。
逆に市場価格の方が安い場合、退会による保証金の返金を求めることになるが、ほとんどのゴルフ場は返金のための原資がなく、経営状況の悪化によっては裁判で勝訴しても殆どお金は返ってこない。
なお、ゴルフ会員権は譲渡の方式により、記名式、無記名式、複数記名式、複数無記名式、これらを組み合わせた形式などがある。記名式会員権の場合、利用者が変われば名義を変更しなければならない。

### アメリカ合衆国
アメリカ合衆国ではメンバーシップコースの入会条件が厳しく、ゴルフ会員権も基本的に売買や譲渡が認められていない。
年会費も高額で名門ゴルフクラブでは100万円以上、オーガスタ・ナショナル・ゴルフクラブなどでは300万円以上とされる。